# Thereza Falcão
Thereza Falcão é uma escritora, autora, diretora teatral e roteirista de televisão brasileira.
Thereza iniciou sua formação na Faculdade de Teatro da Universidade do Rio de Janeiro e em cursos do Teatro Tablado. Participou como atriz em alguns espetáculos infantis. Foi diretora, por 5 anos, do espaço cultural Casa de Ensaio, no bairro Humaitá (Rio de Janeiro), onde dirigiu seus primeiros espetáculos, com textos de August Strindberg ("Simum") e Agatha Christie ("O Caso dos Dez Negrinhos").
Escreveu e dirigiu peças infantis como "A Arca de Noé", "Misssão Super Secreta" (em São Paulo remontada com o título de "Brincando na Chuva", com Marco Ricca) e "A História de Topetudo". Por este último, recebeu o Prêmio Coca-Cola de melhor texto e melhor espetáculo de 1997.
Desde 1999 é roteirista da Rede Globo de Televisão, onde já escreveu para vários programas, como os especiais de fim de ano "Dom" e "Correndo Atrás", as telenovelas infantis "Sítio do Picapau Amarelo" e "Bambuluá", os programas "O Pequeno Alquimista", "O Jogo", "TV Globinho", "Garotas do Programa" e "Turma da Mônica" e para a telenovela "O Profeta". Em 2017 escreve em parceria com Alessandro Marson, a telenovela Novo Mundo. Para o Canal Futura escreveu "Um Pé de Quê" e "Escola Digital".

## Trabalhos no Teatro
- 2019: "Fim de Caso" (adaptação do livro homônimo de Graham Greene)
- 2016: "Memórias de Adriano" ( adaptação do livro homônimo de Marguerite Duras"[2]
- 2015: "Foi você quem pediu para eu contar a minha história " , adaptação do texto de Sandrine Roche
- 2011: "Emilinha e Marlene, as Rainhas do rádio", escrito em parceria com Julio Fischer
- 2008: "Meu Rio, Declarações de amor" (texto)
- 2008: "A Mulher que Escreveu a Bíblia" (adaptação do texto de Moacyr Scliar)
- 2000: "Lasanha e Ravioli in Casa" (texto, com Ana Barroso e Monica Biel, baseado em "Chapeuzinho Vermelho" de Charles Perrault)
- 1998: "A Arca de Noé" (texto e direção)
- 1998: "A História de Catarina" (texto, com Ana Barroso e Monica Biel)
- 1997: "Galinhas, um Melodrama de Penas" (texto e atuação)
- 1992-96: "Missão Super Secreta" (ou "Brincando na Chuva", texto e direção)
- 1990-96: "A História de Topetudo" (texto, com Ana Barroso e Monica Biel, e direção).
- 1989: "O Duelo" (texto, com João Brandão)

## Trabalhos na Televisão
| Ano  | Trabalho                 | Emissora   | Escalação        | Parceiros titulares                                                                      |
| ---- | ------------------------ | ---------- | ---------------- | ---------------------------------------------------------------------------------------- |
| 2023 | Elas por Elas            | Rede Globo | Autora principal | Alessandro Marson (adaptação) Cassiano Gabus Mendes (autor da obra original)             |
| 2021 | Nos Tempos do Imperador  | Rede Globo | Autora principal | Alessandro Marson                                                                        |
| 2017 | Novo Mundo               | Rede Globo | Autora principal | Alessandro Marson                                                                        |
| 2015 | A Regra do Jogo          | Rede Globo | Colaboradora     | João Emanuel Carneiro                                                                    |
| 2013 | Joia Rara                | Rede Globo | Co-autoria       | Duca Rachid Thelma Guedes                                                                |
| 2012 | Avenida Brasil           | Rede Globo | Colaboradora     | João Emanuel Carneiro                                                                    |
| 2011 | Cordel Encantado         | Rede Globo | Co-autoria       | Duca Rachid Thelma Guedes                                                                |
| 2009 | Cama de Gato             | Rede Globo | Colaboradora     | Duca Rachid Thelma Guedes                                                                |
| 2007 | Toma Lá, Dá, Cá          | Rede Globo | Colaboradora     | Miguel Falabella Maria Carmem Barbosa                                                    |
| 2006 | O Profeta                | Rede Globo | Colaboradora     | Duca Rachid Thelma Guedes                                                                |
| 2006 | Dom                      | Rede Globo | Autora principal | Ronaldo Santos João Brandão                                                              |
| 2004 | O Pequeno Alquimista     | Rede Globo | Autora principal | Mariana Mesquita Claudio Lobato                                                          |
| 2004 | Correndo Atrás           | Rede Globo | Autora principal | Ronaldo Santos Péricles de Barros                                                        |
| 2001 | Sítio do Picapau Amarelo | Rede Globo | Roteirista       | Walcyr Carrasco Mário Teixeira Duca Rachid Thelma Guedes Júlio Fischer Alessandro Marson |
| 2001 | Bambuluá                 | Rede Globo | Roteirista       | Júlio Fischer Manuela Dias Claudia Souto                                                 |
| 1999 | Sandy & Júnior           | Rede Globo | Roteirista       | Charles Peixoto Manuela Dias Maria Carmem Barbosa                                        |

## Livro publicado
- 2004: "A História de um Desenho" (infantil, desenhos de Paula Joory, ed. Aeroplano)